# Parafia św. Jana Vianneya w Poznaniu
Parafia pw. Świętego Jana Vianneya w Poznaniu – parafia rzymskokatolicka znajdująca się w archidiecezji poznańskiej w dekanacie Poznań-Winogrady. 
Erygowana w 1928. Mieści się przy ulicy Podlaskiej na Sołaczu.